# Veronika Bromová
Veronika Šrek Bromová (* 12. srpna 1966, Praha) je česká výtvarná umělkyně a vysokoškolská pedagožka. Přestože je považována zejména za fotografku, součástí její práce jsou také prostorové instalace, objekty, kresby a performance.

## Život
Rodiči Veroniky Bromové jsou grafici a ilustrátoři literatury Dagmar Bromová a Pavel Brom. V letech 1982–1986 studovala na Střední odborné škole výtvarné Václava Hollara v Praze a v letech 1987–1993 grafiku a ilustraci u Jiřího Šalamouna na Vysoké škola uměleckoprůmyslové v Praze. Vystavovat začala na počátku 90. let a brzy se stala jednu z nejvyhledávanějších umělkyň její generace. Například v roce 1993 byla vybrána na výstavu Nová jména v Pražském domě fotografie a o rok později na Bienále mladého umění Zvon 94 pořádaném Galerií hlavního města Prahy. Zúčastnila se významných kolektivních výstav Orbis Fictus ve Valdštejnské jízdárně v Praze, Zkušební provoz v pražském Mánesu (obě 1995), putovní výstavy Jistoty a hledání v české fotografii (1996–1997), mezinárodní výstavy Close Echoes v Galerii hlavního města Prahy a Kunsthalle Krems (1998) nebo Fiction intimée v Nadaci Joana Miróa v Barceloně a Espace Elektra v Paříži (1998). V roce 1995 získala hudební ocenění Gramy za obal alba skupiny Šum svistu. V letech 1997 a 2000 se stala finalistkou Ceny Jindřicha Chalupeckého pro umělce a umělkyně do 35 let. V roce 1999 realizovala výstavní projekt v česko-slovenském pavilonu na 48. Benátském bienále současného umění.
Mezi lety 2002–2011 vedla Ateliér nových médií II. na Akademii výtvarných umění v Praze. Od roku 2015 vyučuje na Anglo American University v Praze.
V roce 2001 byla jednou z kurátorek výstavy umělců a umělkyň nastupující generace Mladé maso v Galerii hlavního města Prahy. Spolu s výtvarnou umělkyní Veronikou Drahotovou stála v roce 2003 za založením nezávislé galerie Home v Praze. Od roku 2011 v místě svého bydliště v obci Střítež u Poličky pořádá výstavy a další kulturní a vzdělávací akce ve vlastní Galerii Kabinet Chaos. Vedle umělecké a organizační činnosti se věnuje také arteterapii a artefiletice.

## Dílo
Na rané dětství a dospívání, jež podle jejích slov strávila „v dílně na výrobu koláží mých kreativních rodičů“ Bromová vzpomíná jako na období, které ji „zásadně ovlivnilo ve způsobu myšlení, chování i přístupu k práci a technologiím“. Na výstavě v roce 2018, kde se její práce poprvé dostaly do přímé konfrontace s tvorbou jejích rodičů, kurátorka Mariana Serranová k formování Bromové uměleckého názoru podotkla, že ji sice formovalo postmoderní klima přelomu 80. a 90. let, ale „významný vliv přiznává i svým rodičům. Z hlediska poetiky jde především o magičnost a imaginativnost provázanou s vizuálními trendy současného světa. Po formální stránce o princip opakování, fragmentace, skládání, montáže a koláže.“ Sama Bromová v jednom z rozhovorů souvisejících s touto výstavou uvedla, že její reakcí na tvorbu rodičů jsou: „Určitý pokřivený zrcadlo, temnota, která v některých mých věcech vyrůstá, podivný bytosti, který se objevujou, ale i touha porozumět psychice, tělu, jak funguje, nebo nefunguje. Moje práce je reakce na jejich tvorbu. I na to, co jsem prožívala. Pořád hledám cesty, jak to co nejlíp vyjádřit, proto možná vznikla ta potřeba experimentovat s novými médii.“

### Deformace ženského těla a digitální manipulace (1992–2003)
Od počátku 90. let se představovala pracemi, jejichž hlavním námětem bylo především ženské tělo. „Myslím, že vztah k tělu a fascinace jím u mě vznikl v pubertě, když mi najednou vyrostly prsa velikosti 4. Tedy skrze ty podivné zkušenosti s vlastním tělem.“ V prvních fotografických sériích využila možností fotomontáže a objevovala možnosti tělesných deformací jako výrazového prostředku. Tu pak jako jedna z prvních českých umělkyň začala začala rozvíjet v digitální manipulace fotografických předloh. Ve zpětném pohledu se více než tento technologický primát ukázal významným příklon k feminním tématům, který dobově odpovídal nástupu feminismu či genderu.
Již ve fotografiích Zakleté princezny (1992), prezentovaných naležato ve světelných boxech, snímala dívčí těla v neobvyklých pozicích, které neodpovídaly očekávané představě o půvabu pohádkových spících princezen. Podobné téma rozvedla v sérii nemanipulovaných fotografií Róza extáze (1993–1996). V souboru Fotoamputace – Fotoimplantace (1993) zase využila předloh z vybraných reklamních fotografií, jejichž modelům a modelkám zaměnila tváře a tímto jednoduchým aktem se vztahovala k rasovým a rodovým identitám.
Ve vrcholných pracích z 90. let Bromová téma těla podrobovala digitálně provedeným „anatomickým“ řezům napříč lidským tělem (Rozhovor, 1995) či pokroucenému zrcadlení vlastního svázaného těla (Zemzoo, 1998–1999). Slovy historičky umění Mileny Slavické je v Zemzoo pohled na ženské tělo pohledem „na nějaké divné vodní zvíře, na nějakého záhadného živočicha, na neznámého a zmrzačeného tvora. Zázrak ženského těla je v Zemzoo krutě negován.“ K uvedenému dojmu přispíval rovněž biomorfní kinetický objekt připomínající nekonkrétní, monumentalizovanou plyšovou hračku. Vytváření analogií mezi ženským a zvířecím tělem, provokativní nahota, smyslovost i sexualita, ale rovněž dobrovolná deformace a násilí páchané na ženském těle jako fotografická a polemika s idealizovanou představou o ženské kráse byly u Bromové důležitými prvky i v případě jejích dalších fotografických souborů z 2. poloviny 90. let. Zájem o přepjaté pózy a pohyb u jiných modelů a o tělovou deformaci u autoportrétů rovněž předjímal rovněž její pozdější směřování k živé performanci.

### Moje složky, Království a Planeta Chaos (2004–2020)
Pro tvorbu Veroniky Bromové po roce 2000 byl charakteristický narůstající zájem o téma vztahu člověka k přírodě a mytologii, o pohádkovost a o spojení tělesnosti a duchovní zkušenosti. V rozsáhlém souboru Království (2005–2009), který kromě fotografií zahrnul také videa a objekt, se Bromová situovala do magického světa přírody. S do té doby nevídanou spontaneitou v něm dokumentovala vlastní performance v krajině, které pak v některých fotografiích dále rozvíjela prostředky digitální postprodukce. Království označila „za kus mé cesty, mým životem, krajinou a pocity“, za vyjádření vlastního „fyzického a emociálního světa“, v jehož vrstvách je obsažena „pohádka, tajemno, mytologie“. V menším souboru Hathořina kabelka (2007) opět pracovala s fotografickými autoportréty, avšak tentokrát v kombinaci s objekty a prostředí přímo vytvářenými v počítači. Inspirována předmětem z vyobrazení staroegyptské bohyně Hathor, které si během návštěvy návštěvy Egypta vyložila jako dámskou kabelku, otevřela témata jako ženství, božství, ženské energie a plodnosti, transcendentálních zážitků, smrti a posmrtného života. „Bromové Hathor ukrývá ve své kabelce ženskou energii, kosmickou kreativní prasílu, která činila ženu v lidských dějinách objektem adorace i zatracování. Skrze zdánlivě nepatrný předmět se před námi rozkrývá celá symbolika, která obestírá tajemnost božství plodnosti a lásky. Ať už se autorka s bohyní ztotožňuje nebo jen naznačuje její přítomnost „v každé ženě“, odkazuje právě k principu, jehož konkrétní součástí je i Hathor sama“.
Na Království Bromová bezprostředně navázala prací ovlivněnou přestěhováním na venkovskou rodinnou usedlost Chaos. Obecně vzato v něm rozvíjí výše jmenovaná témata a motivy, avšak s postupem doby fotografii a video začala více kombinovat s kresbami, malbami na plátně a trojrozměrnými objekty z přírodních materiálů. Také v performanci se odpoutala od akcí s cílem pořídit materiál pro fotografie a začala vystupovat živě. V roce 2014 při příležitosti výstavy v Galerii Václava Špály své umělecké záměry popsala slovy: „Fotografická část výstavy se pohybuje na hranici dokumentu a inscenované fotografie, zábavně protikladných disciplín. Baví mě balanc mezi realitou takovou jaká je a realitou fiktivní či skrytou, jejíhož zviditelnění se pokouším dosáhnout viditelnou či neviditelnou manipulací s obrazem.“
Odlišnou podobu Bromové tvorby zastupují soubory, v nichž zprostředkovává svůj osobní svět v těch necivilnějších konturách. Poprvé se tak stalo v kolekci Moje složky (2004), kterou sestavila ze svých průběžných fotografických záznamů. Jedná se o její dosud technicky nejprostší soubor, kdy Bromová zcela vypustila digitální úpravy snímků a aranžování a zůstala výhradně u detailů vlastního těla a prostředí, ve kterém v té době žila. Výstavu Dopis otci, dopis matce v roce 2011 zase věnovala svým zemřelým rodičům a vedle fotografií původně vzpomínkového charakteru do ní zakomponovala dokumenty a předměty, které se k osobnostem rodičům vázaly. „Tato výstava, byla pro mě vyrovnáváním se s tím, jak rodiče žili a jak jejich život skončil. Také s tím, jak jsem to zvládla. S mnoha rozporuplnými pocity. Se svým zoufalstvím a nemohoucností se k jejich situaci nějak víc konstruktivně postavit v prvních fázích zhoršení jejich stavu. S mnoha emocionálními stavy od strachu, zlosti a smutku k lítosti a vyrovnání se či smíření a odpuštění.“ 

## Zastoupení ve sbírkách
- Galerie hlavního města Prahy
- Muzeum umění Olomouci [21]
- Muzeum a galerie v Poličce
- Centre Georges Pompidou, Paříž
- Národní galerie Praha [22]
- Moderna Museet Stockholm, Stockholm
- Galerie Klatovy / Klenová
- Uměleckoprůmyslové muzeum, Praha
- Sbírka fotografie PPF
- Vodka Absolut Collection

## Samostatné výstavy
- 1990 Tajné fotoalbum. Galerie Modes Robes, Praha
- 1991 Tajné fotoalbum. Supraclub, Praha
- 1993 Dokola. Galerie Radost FX, Praha (s Markétou Othovou)
- 1996 Róza extáze. Galerie Velryba, Praha
- 1996 Měsíc fotografie (Veronika Bromová). Galéria Michalský dvor, Bratislava
- 1996 Milenci. Galerie JNJ, Praha (s Markétou Othovou a Kateřinou Vincourovou)
- 1996 Out of Photo 1. Malá stanica Galéry, Sorosovo centrum, Skopje (s Milenou Dopitovou)
- 1997 Na hraně obzoru. Galerie hl. města Prahy – Staroměstská radnice, Praha
- 1997 Fotografie. Galerie 4, Cheb
- 1998 Různé. Městské muzeum a galerie, Polička
- 1998 Kráska a zvíře. Galerie v kapli, Bruntál
- 1998 Zemzoo. Galerie Nová síň, Praha
- 1999 Zemzoo kousek. Galerie Jáma 10, Ostrava
- 1999 Kousky Mě – kousky N.Y.C.. Galerie a kavárna u Černého pavouka, Ostrava
- 1999 Zemzoo. Galerie hlavního města Prahy – Dům U Zlatého prstenu, Praha
- 1999 Zemzoo. 48. Benátské bienále – Pavilon České a Slovenské republiky, Benátky, Itálie
- 2000 Místa na zemi. Galerie Václava Špály, Praha
- 2000 Parts of me – Parts of N.Y.C.. New York University in Prague, Praha
- 2000 Místa na zemi. Výstavní síň Sokolská 26, Ostrava
- 2001 Kousky mě – kousky New Yorku. Moravská galerie v Brně, Brno
- 2001 Efekt Defekt / Effect Defect. Galerie Feichtner & Mizrahi, Vídeň, Rakousko
- 2002 Efekt Defekt / Effect Defect. České centrum, Berlín
- 2002 Efekt Defekt. Galerie Behémót, Praha
- 2003 Absolut Bromová. Galerie Home, Praha
- 2003 Autobiograph. Kunsthalle Krems
- 2004 Moje soubory. Futura, Praha / Galerie la Garage, Toulouse / Galerie pod radnicí, Ústí nad Orlicí
- 2006 Království. Café Jericho, Praha
- 2006 Krumlovská madona. Egon Schiele Art Centrum, Český Krumlov
- 2007 Hathořina kabelka. Hunt Kastner Artworks, Praha
- 2007 Le sac à main d’Hathor. České centrum, Paříž
- 2008 Království. Galerie hlavního města Prahy – Dům U Kamenného zvonu, Praha
- 2009 Království. Centrum Bohuslava Martinů, Polička
- 2010 Rehabilitace. Galerie Kaple, Valašské Meziříčí / UFFO, Trutnov
- 2011 Dopis otci, dopis matce. Výstavní prostory Archivu MU, Brno
- 2012 Správa z Chaosu. Galéria Fajka, Bratislava
- 2012 Report from Chaos. A2 gallery, Halle
- 2013 Pavouci a pavoučice na půdě. Galerie Půda, Borová u Poličky
- 2014 Příběhy a sny. Městská galerie Litomyšl
- 2014 Příběh Chaosu. Galerie Václava Špály, Praha
- 2014 Stěna pro „Nového kurátora“ (z cyklu Detaily). Centrum Bohuslava Martinů, Polička
- 2014 Ozvěny Chaosu. Galerie NoD, Experimentální prostor NoD / Roxy, Praha
- 2015 Dvě tváře Veroniky Šrek Bromové. Městská galerie a muzeum v Poličce
- 2015 Úlomky Chaosu. Galerie Hraničář, Ústí nad Labem
- 2015 Napojení Chaosu. Galerie Belária, Modřany, Praha
- 2015 Pohledy do jiných světů. Zámek Dobrohoř, Staré Město pod Landštejnem
- 2017 Tělotisky, zrcadla, mandaly. Kulturní Centrum Česká Třebová
- 2018 Veronika Bromová, Dagmar a Pavel Bromovi — Bromfiles — Rodinná manufaktura. Fotograf Gallery, Praha
- 2019 Tekutý obraz – Průhledy k setkávání – já a ty jsme my. Galerie Umakart, Brno
- 2019 Skenyreality. Muzeum umění a designu Benešov
- 2020 Divný jaro. Řečí přírody v kruhu koruny. Galerie Atrium, Praha